# دبليو. كير سكوت
دبليو. كير سكوت (بالإنجليزية: William Kerr Scott)‏ هو سياسي أمريكي، ولد في 17 أبريل 1896 في هاو ريفر في الولايات المتحدة، وتوفي في 16 أبريل 1958 في برلنغتون في الولايات المتحدة. حزبياً، نشط في الحزب الديمقراطي. وقد انتخب حاكم كارولينا الشمالية ‏ (6 يناير 1949 – 8 يناير 1953) وانتخب عضو مجلس الشيوخ الأمريكي عن دائرة كارولاينا الشمالية (29 نوفمبر 1954 – 16 أبريل 1958).